# Heidi Seibold
Heidi Seibold ist eine deutsche Wissenschaftlerin und Unternehmerin in den Themengebieten Open Science, Data Science und Gesundheitsforschung. Sie wurde 2021 von der Gesellschaft für Informatik als KI-Newcomerin des Jahres ausgezeichnet.

## Leben
An der Ludwig-Maximilians-Universität München (LMU) studierte Heidi Seibold Statistik. Auf ihrem weiteren akademischen Weg wechselte sie im Jahr 2014 an die Universität Zürich und promovierte in Biostatistik. Später forschte sie an der LMU München, der Universität Bielefeld und am Helmholtz Zentrum München.
In ihrer beruflichen Laufbahn betont Seibold die Bedeutung von Zusammenarbeit und Reproduzierbarkeit in der Forschung. Sie engagiert sich aktiv für eine offene wissenschaftliche Praxis. Für ihre Arbeit wurde sie 2021 von der Gesellschaft für Informatik als KI-Newcomerin des Jahres ausgezeichnet.
Seibold hat sich  entschieden, den klassischen akademischen Karriereweg zu verlassen, um sich vollständig der Verbesserung wissenschaftlicher Praktiken zu widmen. Seibold ist überzeugt, dass der Übergang zu Open Science, auch wenn er zunächst einschüchternd erscheinen mag, entscheidend für den Fortschritt in der wissenschaftlichen Forschung ist. Seibold steht für mehr Kritik am geschlossenen akademischen System. Naiv seien die Personen, so Seibold, die das ungerechte und manchmal überfordernde akademische System nicht hinterfragen.
Seibold ist Mitbegründerin der Digital Research Academy und als Trainerin und Consultant zur Förderung der Transparenz wissenschaftlicher Prozesse tätig.

## Forschung
Heidi Seibolds Engagement in verschiedenen Initiativen zum Thema Open Science umfasst unter anderem die Organisation eines Symposiums mit dem Titel "Reforming Research Assessment - how to implement responsible procedures and move beyond impact factors and h-index?", das am 13. März 2023 am LMU Open Science Center stattfand. Die Veranstaltung beinhaltete Vorträge von Experten wie  Toma Susi und  Jess Rohmann, gefolgt von einer von Seibold geleiteten Podiumsdiskussion.
Seibold hat ebenfalls zur Entwicklung effektiver Open-Science-Richtlinien beigetragen. Sie entwickelte einen Leitfaden mit sechs grundlegenden Regeln für transparente und nachvollziehbare Forschungsarbeit.